# Bat-cintura

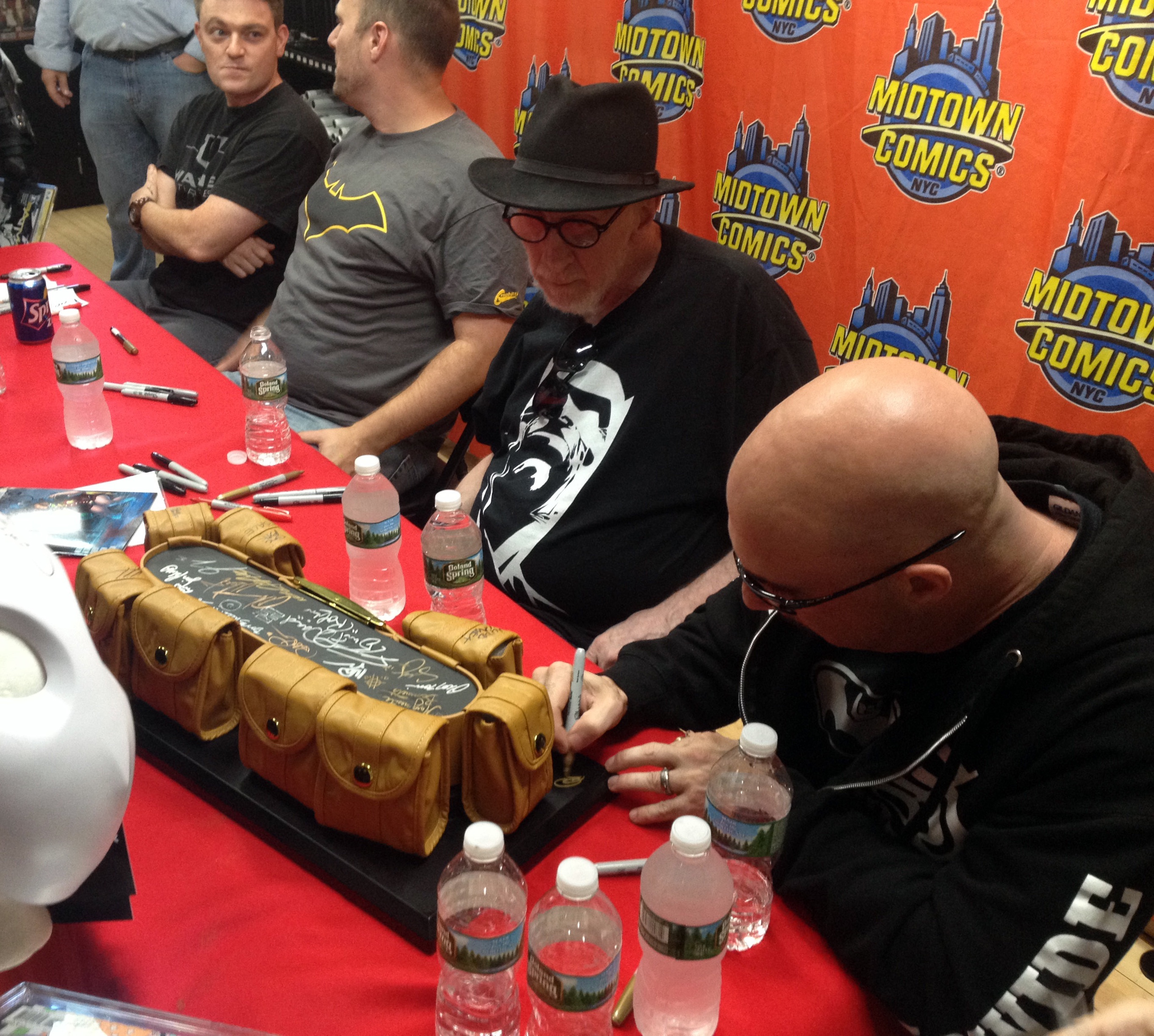
Il fumettista Greg Capullo firma una replica della Bat-cintura durante un festival del fumetto.

La Bat-cintura, o Cintura multiuso, è la parte più caratteristica del costume di Batman. Cinture simili sono utilizzate dai vari Robin, dalle varie Batgirl ed altri membri della famiglia di Batman. Si tratta di una cintura attrezzata per indagini investigative e situazioni di pericolo.

## Storia
Lo storico di Batman, Les Daniels, accredita a Gardner Fox (il primo scrittore, a parte Bill Finger, delle storie di Batman in Detective Comics) l'introduzione del concetto della cintura multiuso in Detective Comics n. 29 (luglio 1939). Nella sua prima comparsa, la cintura multiuso di Batman conteneva "capsule di gas soffocante". Due numeri dopo il debutto, Fox scrisse anche la prima comparsa di armi a forma di pipistrello, quando il batarang fece la sua comparsa nella storia "Batman vs. the Vampire" in Detective Comics n. 31 (settembre 1939).
Fino al 1989, molti artisti disegnarono la bat-cintura come una semplice striscia gialla con una fibbia o dei cilindri intorno ad essa. Nel 1986, Frank Miller disegnò la cintura multiuso di Batman con dei mini astucci in stile militare nella serie limitata Batman: Il ritorno del Cavaliere Oscuro. Questa immagine venne riutilizzata in Batman: Anno uno ed utilizzata da quasi ogni artista nella serie a fumetti Batman: Legends of the Dark Knight. Nel 2000, i mini astucci divennero una componente standard nella raffigurazione della bat-cintura.
Una caratteristica aggiunta alla bat-cintura nei film di Tim Burton, Batman e Batman Returns, fu un piccolo motore che poteva muovere i vari oggetti dal retro della cintura fino al davanti, permettendo così a Batman di avere un accesso più facile ai propri articoli e alle proprie armi.
Una gag comune tra i vari fan del fumetto è l'apparente abilità di Batman di portare un oggetto per quasi ogni eventualità nella sua cintura, tutti prefissati dalla parola "bat", come i bat-biscotti o il bat-latte. Spesso, specialmente nella serie in cui recitò Adam West, Batman poteva portare tutto il necessario per un problema in particolare, dai tipici batarangs a mini bat-telefoni che venivano collegati in remoto con la Batmobile.

## Descrizione
Anche se apparentemente insignificante all'aspetto, la cintura multiuso è uno degli oggetti più importanti per la lotta al crimine di Batman. Composta di uno strappo in kevlar e di una fibbia in metallo, la cintura multiuso ospita dieci cartucce cilindriche, inserite verticalmente all'esterno della cintura. La stessa fibbia contiene una telecamera in miniatura e una radio ricetrasmittente. Un compartimento secondario dietro la lunghezza della cintura ospita la scorta di batarang pieghevoli di Batman.
Ognuno dei dieci cilindri contengono vari oggetti integrali della guerra al crimine di Batman, e sono intercambiabili con altri cilindri dipendenti dalla necessità verso di questi da Batman a seconda della missione. Nel corso degli anni, Batman modificò il contenuto della sua cintura al fine di renderla utile ad ogni evenienza.
Durante gli eventi di Batman: Terra di nessuno, Batman fece uso di una semplice cintura con enormi porta oggetti poiché necessitava di portare con sé dell'equipaggiamento in più. Dopo Terra di nessuno, disegnò una versione più capiente della sua cintura, che somigliava fortemente alla cintura da lui indossata ultimamente, ma con aggiornamenti high-tech e misure di sicurezza.
Nella serie animata Batman of the Future, la bat-cintura è incorporata nel bat-costume indossata dal successore di Bruce Wayne, Terry McGinnis, che comprende lame rotanti nella fibbia, ed un bottone su di essa che attiva la modalità stealth del costume. In un episodio, dove un malvagio computer intelligente di nome Vance prese il controllo della tuta, McGinnis indossò una delle vecchie cinture di Wayne, carica di oggetti ormai obsoleti, al fine di confrontarsi con la nuova minaccia.
Nella serie animata più recente, The Batman, la cintura contiene una serie di gadget altamente avanzati che permettono a Batman di richiamare i suoi veicoli, scongelarlo in caso di congelamento e di controllare i suoi batarang di sorveglianza. La cintura viene anche bloccata nel punto in cui viene agganciata ed è difficile per chiunque tranne che per Batman riuscire a toglierla. Una volta, Batman estese il disegno della cintura così che potesse essere indossata sul petto e sulle spalle, in modo da poter portare più oggetti per combattere i vampiri, come bombe all'aglio, vaccini per combattere il virus vampiristico e probabilmente oggetti sacri comunemente noti per permettergli di scongiurare le creature, come acqua santa, croci cristiane e rosari, nel film Batman contro Dracula, quando Gotham ebbe una fuoriuscita di vampirismo causato dal Conte Dracula. L'estensione della cintura fu creata persino in modo che il disegno creato sul corpo di Batman rappresentasse una croce, simbolo della cristianità.
Nel videogioco Batman: Arkham City, e più precisamente nel DLC La vendetta di Harley Quinn, viene mostrato che la cintura è dotata di un sistema di sicurezza che invia una forte scarica elettrica a chi non sia "autorizzato" a maneggiarla; lo dimostra il fatto che, mentre uno scagnozzo di Harley Quinn viene folgorato, Robin (Tim Drake) la raccoglie senza conseguenze.

## Contenuti
Tra gli elementi della Bat-cintura sono presenti di sovente, oltre ad altri, i seguenti:
- Batarang:[9] Armi da lancio personalizzabili, basate sui boomerang e sugli shuriken,[10] e pieghevoli per poter entrare nella cintura. Oltre ai modelli normali, ci sono diverse varietà di batarang: quelli esplosivi, quelli elettrici e quelli telecomandati (con telecamere per vedere da remoto).
- Bat-Lazo:[11] Lanciato verso le caviglie dei nemici di Batman per legarli con una corda in composto di nylon. Spesso frena la fuga di alcuni avversari. Con la pressione di un pulsante presente nel guanto di Batman, si può dare una scarica elettrica attraverso il cavo.
- Bat-manette:[12] Manette a forma di pipistrello, somiglianti a quelle utilizzate dall'unità delle forze speciali. Questi cerchi sono composti di un nylon leggero tratto dal diamante ed impregnato in sovrapposizione dal nucleo dell'acciaio fasciato. Utilizzando il disegno di un pezzo, queste manette si chiudono a slittamento e, per toglierle, devono essere tagliate. Batman diede un attrezzo speciale con la punta fine in diamante lavorato al dipartimento di polizia di Gotham City perché le si potessero rimuovere.
- Bat-Monitor: Utile per visualizzare le immagini riprese dai suoi oggetti da ricognizione.
- Telecomando: Per richiamare, parcheggiare o allontanare i suoi veicoli quando non è alla guida. Nel film di Tim Burton è perfino dotato di riconoscimento vocale per attivare la Batmobile a distanza. In The Batman è il pezzo giallo di forma ovale presente sul davanti; viene montato ad incastro e ha un monitor per visualizzare i movimenti del Batarang telecomandato.
- Bat-tracciante:[13] Utilizzato da Batman per rintracciare quei criminali che non può seguire direttamente.
- Ricetrasmettitore:[14] Spesso una cimice nell'orecchio di Batman, ma a volte un palmare.
- Bat-Line: Un dispositivo che spara un cavo d'acciaio in entrambe le direzioni creando una zipline. Nel videogioco del 2009, Batman: Arkham Asylum, viene chiamato Line Launcher.
- Bat-Dardo[15]: Sono riempiti di tranquillizzante.
- Kit di pronto soccorso.[16][17]: Contiene bende, spray con agenti cutanei, pomate e gli antidoti per diverse sostanze tossiche.
- Capsule criogeniche: Piccole capsule che rilasciano un acido criogenico una volta distrutto l'involucro.[16][17]
- Bat-schiuma:[18] Un proiettore di schiuma manuale che rilascia una sostanza appiccicosa che incapacita gli avversari.
- Bat-rampino:[19][20][21] Un rampino portatile che spara un proiettile a forma di artiglio su un cavo retrattile ad alta resistenza, che si aggrappa a superfici lisce. Quindi, questo cavo trascina Batman verso il suo obiettivo. Un successivo potenziamento lo lancia in aria sopra il punto bersaglio se lo desidera (così Batman può planare da lì). Il gancio può anche abbattere le pareti, afferrare i nemici e tirarli più vicino, o estrarre le pistole dalle loro mani. Il gancio è fissato alla cintura magneticamente anziché essere contenuto nella cintura. È stato descritto come un rampino portatile da lanciare manualmente su una superficie più alta o punto di osservazione per potersi arrampicare nell'area presa di mira. Tuttavia, nelle incarnazioni più recenti, il suo equipaggiamento generale per le prese è composto da un dispositivo simile a una pistola lancia-rampino per trascinare Batman verso la sua area bersaglio o per tirare un bersaglio verso Batman. Dagli anni 2000 è chiamato anche Bat-artiglio.
- Bat-occhiali per la visione notturna:[22] Utilizza delle lenti infrarosse della Starlite al fine di vedere gli impulsi termici in ambienti poco illuminati o in situazioni di non illuminazione. Correntemente aderiti al cappuccio di Batman.
- Bat-luci: Un semplice ma efficace dispositivo che emette un lampo di luce. Batman la utilizzò in numerosi episodi della serie animata, spesso per la ricerca di indizi, o per cercare file privati al buio. A volte rimpiazzata da una sua versione in infrarossi che fornisce illuminazione visibile solo attraverso speciali lenti nel cappuccio di Batman, che permettono al supereroe di vedere al buio senza attirare attenzione su di sé.
- Lanciafiamme: Un mini-lanciafiamme che venne utilizzato su BatBane nella storia Ghost of Batman.
- Anello di kryptonite: Conservato in una scatola di piombo, viene riservato per utilizzo di emergenza da usare solo in caso di un Superman reso malvagio o contro altri Kryptoniani.[23]
- Torcia ad acetilene:[24] Un potente laser miniaturizzato utilizzato come oggetto da taglio.
- Lancia grappino:[25][26][27] Molto simile al lancia-rampino, il lancia-grappino utilizza un forte morsetto attaccato ad un super cavo che gli permette di scalare le superfici e/o di superare i grandi spazi. Può essere recuperato rilasciando il morsetto o riavvolgendo il cavo. Fu basato su un tipo utilizzato dai comandi militari per le scalate compatte.
- Chiavistello: Strumento spesso conservato nel guanto.
- Biglie: Oggetti sferici spesso fatte rotolare per terra al fine di limitare i passi. Descritte come palline metalliche magnetiche nella storia "Hush".
- Micro Bat-telecamera:[28] Una telecamera in miniatura.
- Granate fumogene in miniatura.[29]
- Coltellino svizzero miniaturizzato.[30]
- Rebreather:[31] Permette a Batman di respirare sott'acqua o nel vuoto. A seconda dal disegnatore o dello scrittore, può essere incorporata ad una maschera anti-gas.
- Bat-Chiave: Probabilmente l'oggetto più semplice della cintura multiuso di Batman.
- Palline fumogene:[32] Piccole capsule sferoidali di gelatina condensata che, una volta lanciate o distrutte, rilasciano una certa quantità di fumo. Spesso vengono utilizzate per fornire copertura alle entrate e alle uscite di Batman. Vengono utilizzate anche palline di gas stordente non letali per inabilitare gli avversari. Rilasciano agenti rigurgitanti e lacrimogeni.
- Bat-taser (pistola stordente via elettro-scarica): Utilizzata da Batman per stordire i suoi nemici con una scarica elettrica e paralizzarli temporaneamente.
- Granate stordenti:[33][34] Emette una luce accecante ed un suono stordente che acceca e stordisce i nemici.
- Granate termiche: Dispositivi incendiari usati per superare gli ostacoli bruciandoli.[35] In Batman: Anno uno, le cariche termiche si accesero accidentalmente e distrussero la cintura multiuso. Anche se furono identificate come termite, è più corretto ritenere che si trattasse di termate, una tecnologia della seconda guerra mondiale ampiamente rimpiazzata dalla termite. In Judgment on Gotham (1991), Batman è equipaggiato con un dispositivo incendiario a base di fosforo.
- Un nascondiglio per i soldi.
- Borsa da prove: Una borsa in cui inserire le prove appena raccolte.
- Bat-spada pieghevole: Vista in Batman: The Brave and The Bold, è sufficientemente affilata da tagliare oggetti d'acciaio. Somiglia ad una spada laser.
- Bat-Sega: Utilizzata in Batman & Robin per tagliare i viticci vegetali di Poison Ivy.
- Bat-calorifero: Mini attrezzo in forma di pipistrello utilizzato per sciogliere il ghiaccio.
- Dispositivi d'ascolto: Dispositivi per ascoltare o "cimici", solitamente sparate da una pistola modificata ed utilizzati per ascoltare le conversazioni dei criminali. Viene spesso utilizzata nella serie animata Batman.
- Bat-fune:[36] Aiuta Batman nelle sue discese dai tetti. La Bat-fune è leggera e combina la forza di una fune da discesa in corda doppia con la flessibilità di una corda da bungee jumping. Questi monofilamenti furono calibrati con un peso di 200 chilogrammi. I Batarang sono di solito lanciati per avvolgere e colpire il bersaglio.[37] Contemporaneamente hanno un punto[38] per l'attacco di un cordoncino alla coda.
- Lettore di impronte: Per individuare le impronte digitali lasciate sulla scena del crimine.
- Fiale: Per raccogliere prove o campioni da analizzare.

### Bat-granate
Batman utilizza tipicamente due tipi di mini esplosivi: piccole granate a forma di "palline" che si attivano al contatto col cemento e al ritardo di 5 secondi; e granate con forze stordenti/esplodenti o abbaglianti con ritardo di esplosione da 3 secondi a 40 minuti, controllo radio o detonatori con cavo da bungee jumping.

#### Altri media
Una variante delle bat-granate o Bat-Bombe comparve nel film Batman & Robin del 1997. Questi esplosivi portatili a forma di pipistrello possono essere sia lanciate che attaccate con un magnete.
Le Bat-granate furono anche progettate, ma mai mostrate nel film del 1989. Con queste bombe, dopo un certo tempo, viene liberata un'enorme quantità d'esplosivo. Nello stesso film, tuttavia, Batman utilizzò delle granate soporifere.
Per il secondo film diretto dal regista Tim Burton, Batman Returns (1992), il Cavaliere Oscuro ebbe nel suo arsenale una collezione di speciali bat-"provette". Queste provette venivano nascoste nella cintura multiuso, e contenevano numerose misture di sostanze chimiche. Gli effetti, naturalmente, erano disparati, quando gettate singolarmente o mischiate. La provetta blu conteneva il napalm, la rossa conteneva un esplosivo e la verde era gas soporifero.
Il film di Christopher Nolan Il cavaliere oscuro (2008) vide Batman utilizzare dei dispositivi esplodenti che sembrarono essere utilizzati principalmente per creare dei diversivi e per creare dei buchi dalla quale entrare o uscire. Sparato da un dispositivo molto simile in funzionalità ad un fucile da cecchino (e con una fantastica gittata a lungo raggio) il piccolo e quasi invisibile esplosivo si attacca alla superficie attraverso una specie di adesivo gommoso applicato su di esso. L'esplosivo rimane sulla superficie su cui è attaccato fino al momento della detonazione, e l'esplosione è sufficientemente potente da frantumare dei pilasti in calcestruzzo. Un dispositivo pneumatico sul guanto, una volta pressato, avrebbe dato l'illusione che Batman sarebbe stato in grado di piegare la canna di un fucile con facilità.
Nel videogioco del 2009 Batman: Arkham Asylum, si vide Batman utilizzare un "gel esplosivo" che veniva spruzzato sulle superfici per far crollare i muri o i pavimenti, o perché facesse da trappola al fine di stordire o mettere fuori gioco ogni avversario. Il gel veniva spruzzato su una superficie e quindi esplodeva o grazie ad un detonatore inserito nello spruzzatore o quando un nemico si avvicinava troppo ad esso.

### Lancia-rampino
Il lancia-rampino (o corda) detto anche Batcavo, normalmente permette a Batman di scalare o scendere dai palazzi, o di dondolarsi tra i vari grattacieli di Gotham City su corde successive.
Simile al rampino e alla fiocina, la spara corde utilizza un fortissimo morsetto attaccato ad un cavo altamente tensile, per scalare le superfici e/o per attraversare enormi distanze. Può essere recuperato rilasciando il morsetto e riavvolgendo il cavo. Fu basato su un tipo utilizzato dai comandi militari per le scalate compatte. Nelle emergenze con piccoli e potenti esplosivi che non può disinnescare in tempo, Batman utilizzò occasionalmente questa pistola per allacciare l'esplosivo al morsetto e lanciarlo quindi verso una destinazione sicura per la detonazione.
Una gamma di freccette a propulsione esplosiva attaccano le bobine della corda da jumping con i meccanismi di frenatura e di ritaglio all'interno della canna del lancia-grappino. Motori d'accelerazione "intelligenti" all'interno della testa del grappino permette l'adesione al più fine alluminio, all'acciaio o alla muratura in calcestruzzo. Il dardo è anche progettato per attaccarsi ad un mini moschetto o a corde altamente testate, e il motore che si trova all'interno del dispositivo di ritrazione industriale è sufficiente a sopportare il peso di numerose centinaia di chili.

#### Altri media
- Batman (film 1989): Questo lancia-rampino era un dispositivo simile ad una fiocina a molla che sparava un rampino e, quando necessario, gas paralizzante.[48]
- Batman Returns: La pistola lancia-rampino[49][50] di Batman Returns fu basata sul modello del primo film. Venne aggiornata solo la parte intorno all'impugnatura. Ora, aveva delle parti più cromate. Il lanciatore ora non si trovava più sulla parte inferiore, ma sulla superficie superiore e veniva azionato con il pollice.
- Batman Forever: L'aspetto del lancia rampino[51][52] cambiò radicalmente per Batman Forever, per adattarsi al nuovo[53] Batman (il film venne diretto da Joel Schumacher invece che da Tim Burton, e Val Kilmer fu il protagonista al posto di Michael Keaton). Ora, era molto più potente e poteva attraversare l'acciaio e la roccia, come visto nella scena d'apertura del film.
- Batman & Robin: Il lancia-rampino di Batman & Robin[54] fu molto diverso da quello di Batman Forever. Poteva essere attaccato al guanto di Batman e alla cintura multiuso. La corda da 90 m che lancia può sopportare un peso superiore ai 400 kg.
- Batman Begins e Il cavaliere oscuro: Il lancia-rampino[55][56] di Batman Begins veniva espulso con un lavoro di aria compressa con un rampino magnetico. Il cavo utilizzato venne testato con un carico superiore ai 160 kg.
- Batman: The Brave and the Bold: In questa serie animata, il Crociato Incappucciato utilizzò diverse varianti del lancia rampino. Sempre nella forma di pipistrello e lancia delle teste di pipistrello che si attaccano a qualcosa per poi tirare Batman verso di essa. Asso il bat-cane utilizza una cintura simile a quella di Batman in Brave and The Bold, in cui c'è un bat-rampino insieme ad una polvere soporifera.

## Nella cultura di massa
Nel film I Fantastici 4 del 2005, Ben Grimm suggerisce ironicamente che ai costumi utilizzati dal gruppo manca solo una "cintura" (in inglese, "a utility belt", come è chiamata in inglese la cintura di Batman).